# Yao Jie
Yao Jie (chiń. 捷姚; ur. 21 września 1990) – chiński lekkoatleta specjalizujący się w skoku o tyczce.
Nie przebrnął przez eliminacje podczas uniwersjady w Shenzhen (2011). W 2015 zajął 5. miejsce na mistrzostwach Azji oraz bez awansu do finału startował na światowym czempionacie w Pekinie. Olimpijczyk z Rio de Janeiro (2016).
Złoty medalista mistrzostw Chin. Stawał na podium Chińskiej Olimpiady Narodowej oraz reprezentował swój kraj w meczach międzypaństwowych.
Rekordy życiowe: stadion – 5,82 (10 czerwca 2023, Hangzhou), hala – 5,75 (28 stycznia 2023, Roubaix).

## Osiągnięcia
| Rok  | Impreza              | Miejsce        | Lokata            | Wynik |
| ---- | -------------------- | -------------- | ----------------- | ----- |
| 2011 | Uniwersjada          | Shenzhen       | el. – 16. miejsce | 5,10  |
| 2015 | Mistrzostwa Azji     | Wuhan          | 5. miejsce        | 5,50  |
| 2015 | Mistrzostwa świata   | Pekin          | el. – 22. miejsce | 5,65  |
| 2016 | Igrzyska olimpijskie | Rio de Janeiro | el. – 14. miejsce | 5,60  |
| 2017 | Mistrzostwa świata   | Londyn         | –                 | NM    |
| 2018 | Igrzyska azjatyckie  | Dżakarta       | 2. miejsce        | 5,50  |
| 2019 | Mistrzostwa świata   | Doha           | el. –             | NM    |
| 2023 | Mistrzostwa Azji     | Bangkok        | –                 | NM    |
| 2023 | Mistrzostwa świata   | Budapeszt      | 9. miejsce        | 5,75  |
| 2023 | Igrzyska azjatyckie  | Hangzhou       | 4. miejsce        | 5,55  |
| 2024 | Igrzyska olimpijskie | Paryż          | el. – 20. miejsce | 5,60  |